# FIU-Verlag
Der FIU-Verlag ist ein vom Autor Rainer Rappmann 1991 gegründeter deutscher Verlag mit Sitz bis 2011 in Wangen/Allgäu und seitdem in Achberg bei Lindau (Bodensee). Im Zentrum der verlegerischen Tätigkeit steht der Gestaltungsbegriff von Joseph Beuys: „Alles ist Skulptur!“ Er liefert Vertiefungsmaterial in den Bereichen Gemeinwohlökonomie, Direkte Demokratie, Ökologie, Revolution bzw. Evolution der Gesellschaft, künstlerische Gestaltungsmittel im sozialpolitischen Leben, Soziale Plastik und Soziale Skulptur.
Unter anderem veröffentlicht der Verlag Taschenbücher, CDs, Videos, DVDs und Postkarten von Rudolf Steiner, Joseph Beuys, Rainer Rappmann,  Christoph Stüttgen, Annette Rappmann, Viz Michael Kremietz, Johannes Stüttgen, Christoph Schlingensief und Petra Kelly.

## Verlagspublikationen (Auswahl)
- Michael Ende, Joseph Beuys: Kunst und Politik – Ein Gespräch. Wangen 1989, ISBN 3-928780-48-4. Leinenausgabe ISBN 3-928780-47-6.
- Michael Ende, Joseph Beuys: Kunst und Politik – Gesprächsfortsetzung, cd, Achberg 2011, ISBN 978-3-928780-53-7.
- Joseph Beuys: Aktive Neutralität – Die Überwindung von Kapitalismus und Kommunismus, Wangen, ISBN 3-928780-10-7.
- Joseph Beuys: Ein kurzes erstes Bild von dem konkreten Wirkungsfelde der sozialen Kunst, Wangen 1987, ISBN 3-926673-02-8.
- Joseph Beuys, Bernhard Blume, Rainer Rappmann: Gespräche über Bäume. Wangen, ISBN 3-928780-11-5.
- Joseph Beuys, Frans Haks: Das Museum. Ein Gespräch über seine Aufgaben, Möglichkeiten, Dimensionen. Wangen, ISBN 3-928780-06-9.
- Joseph Beuys, Johann Philipp von Bethmann, Hans Binswanger, Werner Ehrlicher, Rainer Willert: Was ist Geld? – Eine Podiumsdiskussion. Wangen 1995, ISBN 3-928780-00-X.
- Petra Kelly, Joseph Beuys: Diese Nacht, in die die Menschen …. Wangen 1994, ISBN 3-928780-07-7.
- Rainer Rappmann (Hrsg.): Denker, Künstler, Revolutionäre – Beuys, Dutschke, Schilinski, Schmundt – Vier Leben für Freiheit, Demokratie u. Sozialismus. Wangen 1996 (FIU-Verlag), ISBN 3-928780-13-1.
- Reinhard Ulrich: Wirtschaftskunde (Sozialkunde). Freigegeben bis 17 Jahre. Achberg 2018, ISBN 978-3-928780-71-1.
- Viz Michael Kremietz, Annette Rappmann: 100 Jahre Soziale Dreigliederung. Eine Wort-Klang-Collage, CD. Achberg 2019, ISBN 978-3-928780-73-5.
- Joseph Beuys: Sprechen über Deutschland, Achberg 2002/2024 ISBN 978-3-928780-14-8
- Christoph Schlingensief, Johannes Stüttgen: ZUM KAPITAL – Als Christoph Schlingensief das Unsichtbare gesucht hat, Wangen 2000, ISBN 978-3-928780-28-5,
- Wilhelm Schmundt: Zwei Grundprobleme des 20. Jahrhunderts, Kleinaufl., Achberg 2024